# 波別達山
波別達山（俄语：Победа）是俄羅斯的山峰，位於北極圈以南140公里，由薩哈共和國負責管轄，屬於切爾斯基山脈的一部分，海拔高度3,003米，是該山脈的最高點。